# Никола Васич
Никола Васич (швед. Nikola Vasić, серб. Nikola Vasić/Никола Васић, нар. 4 жовтня 1991) — шведський футболіст сербського походження, нападник клубу «Броммапойкарна». Виступав також за низку шведських клубів та італійський клуб «Реджина».

## Ігрова кар'єра
У дорослому футболі Никола Васич дебютував 2011 року виступами за команду «Багармоссен Керрторп», вже в якій проявив свої бомбардирські здібності, відзначившись 17 забитими голами у 31 матчі чемпіонату. У 2013—2015 році футболіст грав у клубі «Енскеде», де вже не так виявляв бомбардирські здібності, відзначившись 6 голами в 36 проведених матчах за клуб.
У 2016 році виходець із Сербії перейшов до клубу «Гуддінге», в якому за рік зумів відзначитись 22 забитими голами в 24 проведених матчах. З 2017 до 2020 року Васич грав у складі клубу «Акрополіс» (Стокгольм), у якій за 67 проведених матчів відзначився 44 забитими м'ячами. У 2020 році футболіст перейшов до італійського клубу «Реджина», проте в основному складі команди не закріпився, і керівництво клубу відправило гравця в оренду до шведського клубу «Васалундс ІФ».
З 2022 року Никола Васич грає в шведському клубі «Броммапойкарна». У цій команді гравець відновив свої бомбардирські здібності, й у сезоні 2024 року з 17 забитими м'ячами став кращим бомбардиром Аллсвенскан.

## Титули і досягнення
- Кращий бомбардир Аллсвенскан: 2024 (17 голів)[3]
- Нападник сезону Аллсвенскан: 2024[4]